# Tilga (Emmaste)
Tilga – wieś w Estonii, w prowincji Hiuma, w gminie Emmaste.